# Tumor de Klatskin
O tumor de Klatskin (ou colangiocarcinoma perihilar) é um colangiocarcinoma localizado na bifurcação do ducto biliar extrahepático. A via biliar encontra-se colapsada no exame de imagem.Tipicamente apresenta-se com uma icterícia não dolorosa, associado a perda ponderal e prurido. Pode ter associado obstrução biliar intermitente ou sangue oculto nas fezes (necrose ou descamação tumoral). O diagnóstico é feito através de ecografia abdominal (dilatação dos ductos biliares), CPRM ou TC e por biópsia percutânea ou por CPRE. A histologia não permite distinguir colangiocarcinoma de metástases de carcinoma do cólon ou pâncreas. CEA, CA 19-9 e CA-125 estão frequentemente aumentados. Cura cirúrgica é rara. Poucos doentes têm sobrevida superior a 5 anos.
Cecil Essentials of Medicine